# Augustijnenkerk (Eindhoven)
De Augustijnenkerk, ook Paterskerk en R.K. Heilig Hartkerk genoemd, is een kerkgebouw aan de Tramstraat 37 in de Nederlandse stad Eindhoven. De kerk is aan het eind van de negentiende eeuw gebouwd voor de augustijner paters van het naastgelegen Klooster Mariënhage. De kerk was tot december 2017 hun eigendom; uitvaartverzekeraar en -verzorger DELA is sindsdien eigenaar van het hele complex Mariënhage. De kerk is een rijksmonument.

## Beschrijving
De kerk is een driebeukige kruiskerk in neogotische stijl, gemetseld in bruinrode baksteen, met siermetselwerk en horizontale banden van gele steen. De toren is zeshoekig en 66 meter hoog. In de kerk bevinden zich diverse kapellen en biechtstoelen.

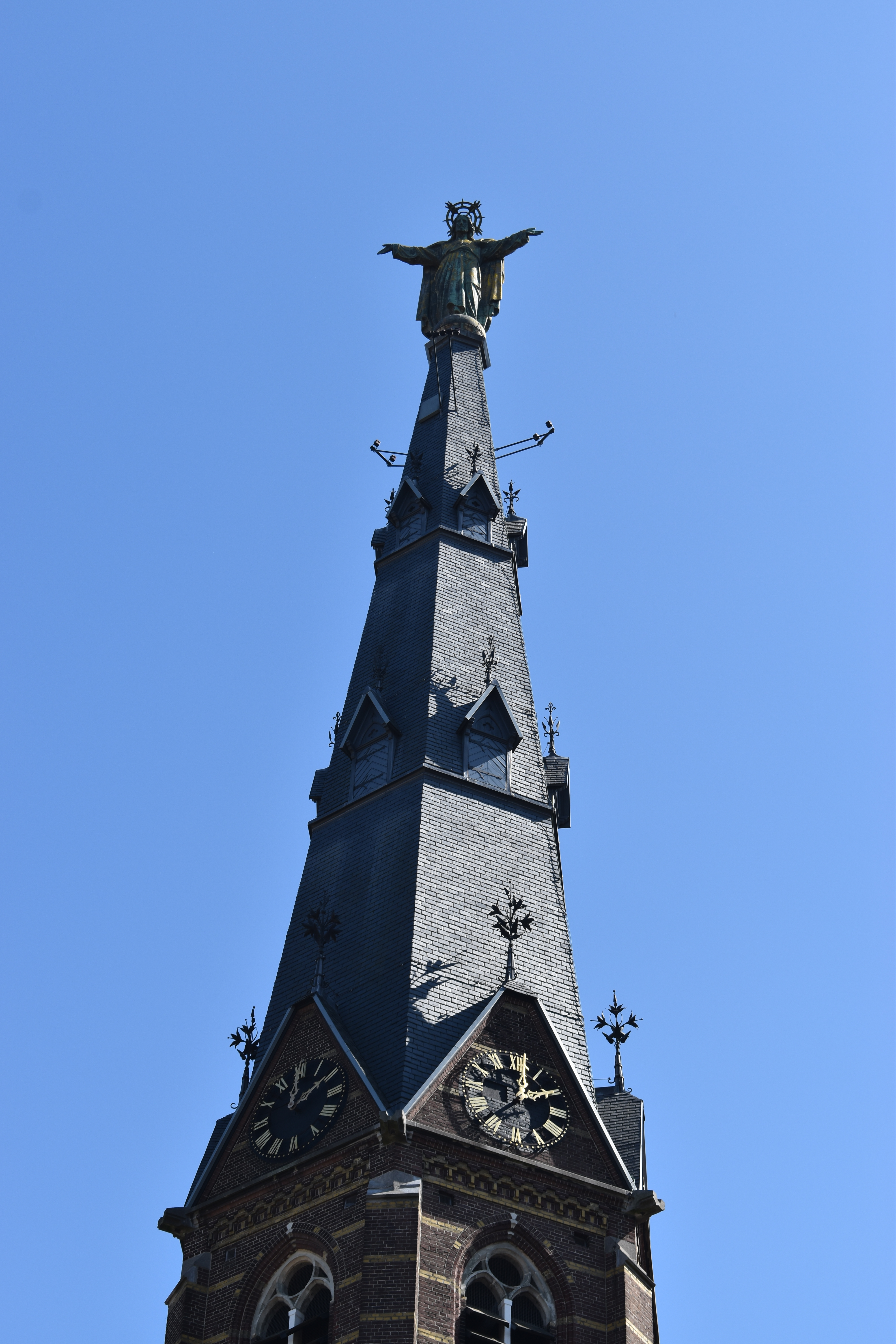
Het Heilig Hartbeeld op de torenspits

Opvallend aan de kerk is het Heilig Hartbeeld op de torenspits, van de hand van de Roermondse beeldhouwer Jean Geelen. Het is een beeld van Jezus die zijn armen uitnodigend openhoudt. Het is gemaakt van hout en koper, vier meter hoog, met een gewicht van 800 kilo. In de volksmond heet het beeld, dat vroeger verguld was, Jezus Waaghals.
Boven de kerkdeur bevinden zich beelden van de patroonheiligen van de Orde der Augustijnen, Augustinus (midden), diens moeder Monica (links) en Nicolaas van Tolentijn (rechts).
Het interieur is uitgevoerd in schoon metselwerk.
De gebrandschilderde ramen in de transeptgevels zijn van Daan Wildschut en Charles Eyck.
De inrichting is neogotisch en komt deels van Jan Custers.

## Galerij

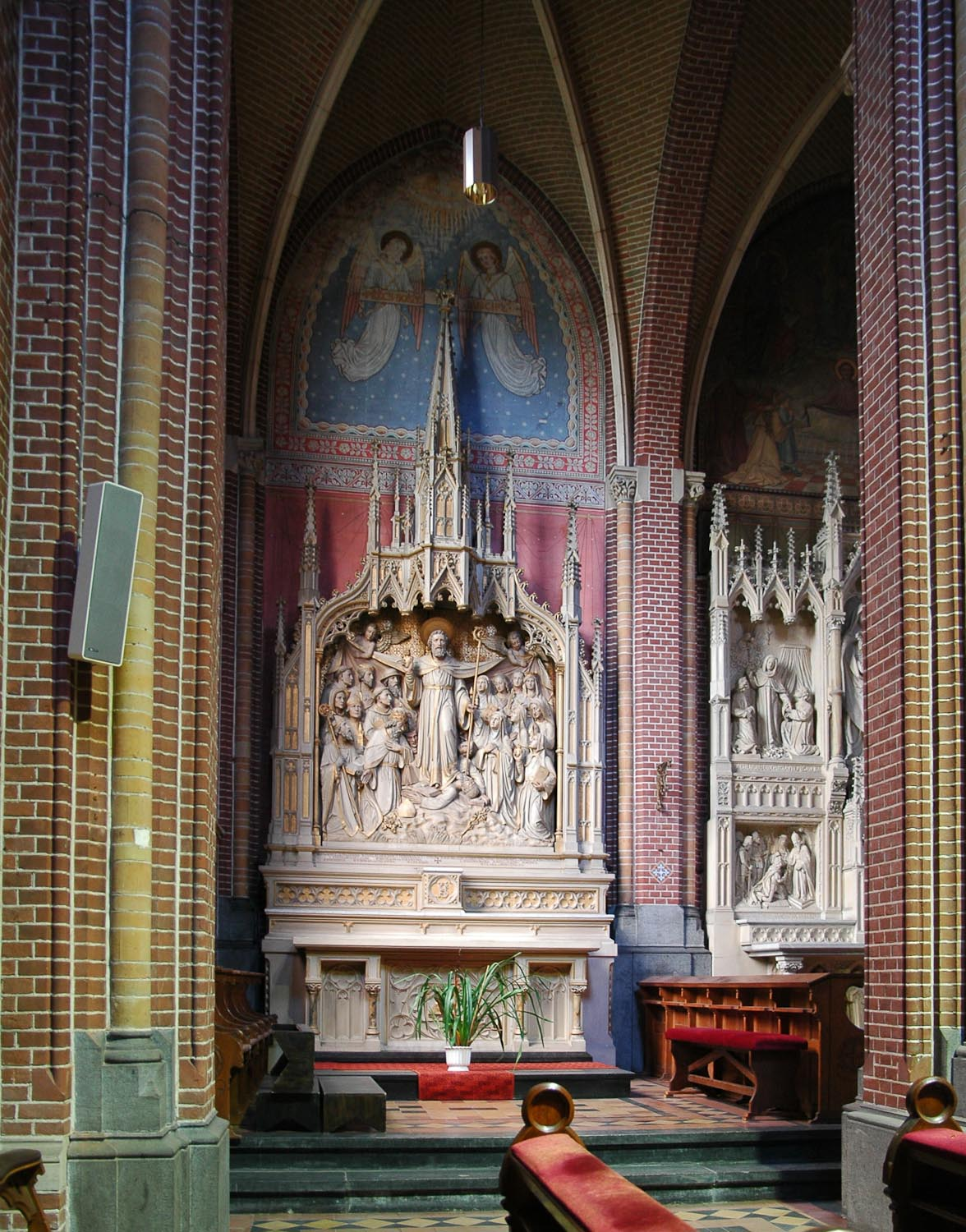
Altaar H. Augustinus
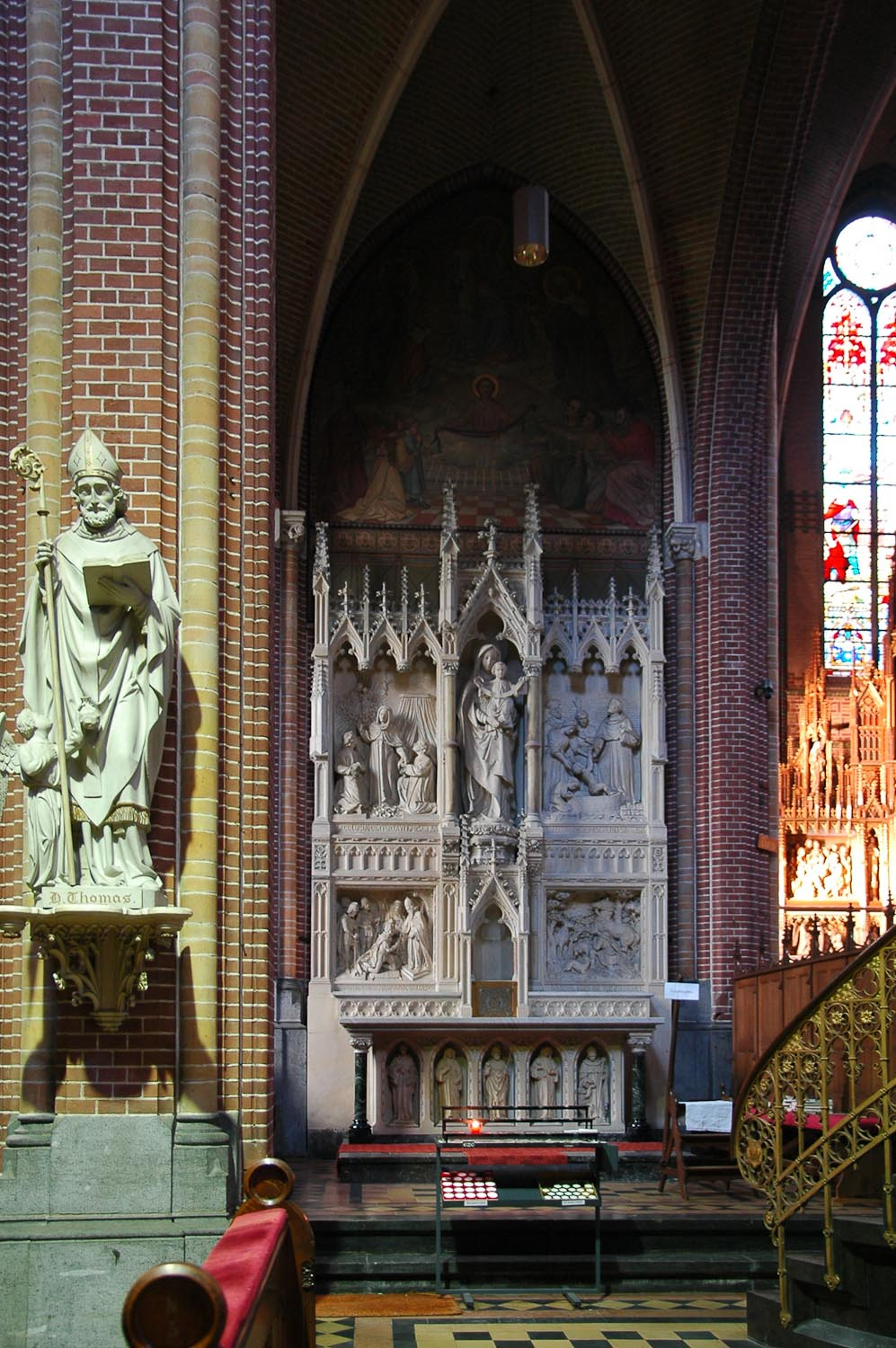
Altaar OLV van troost
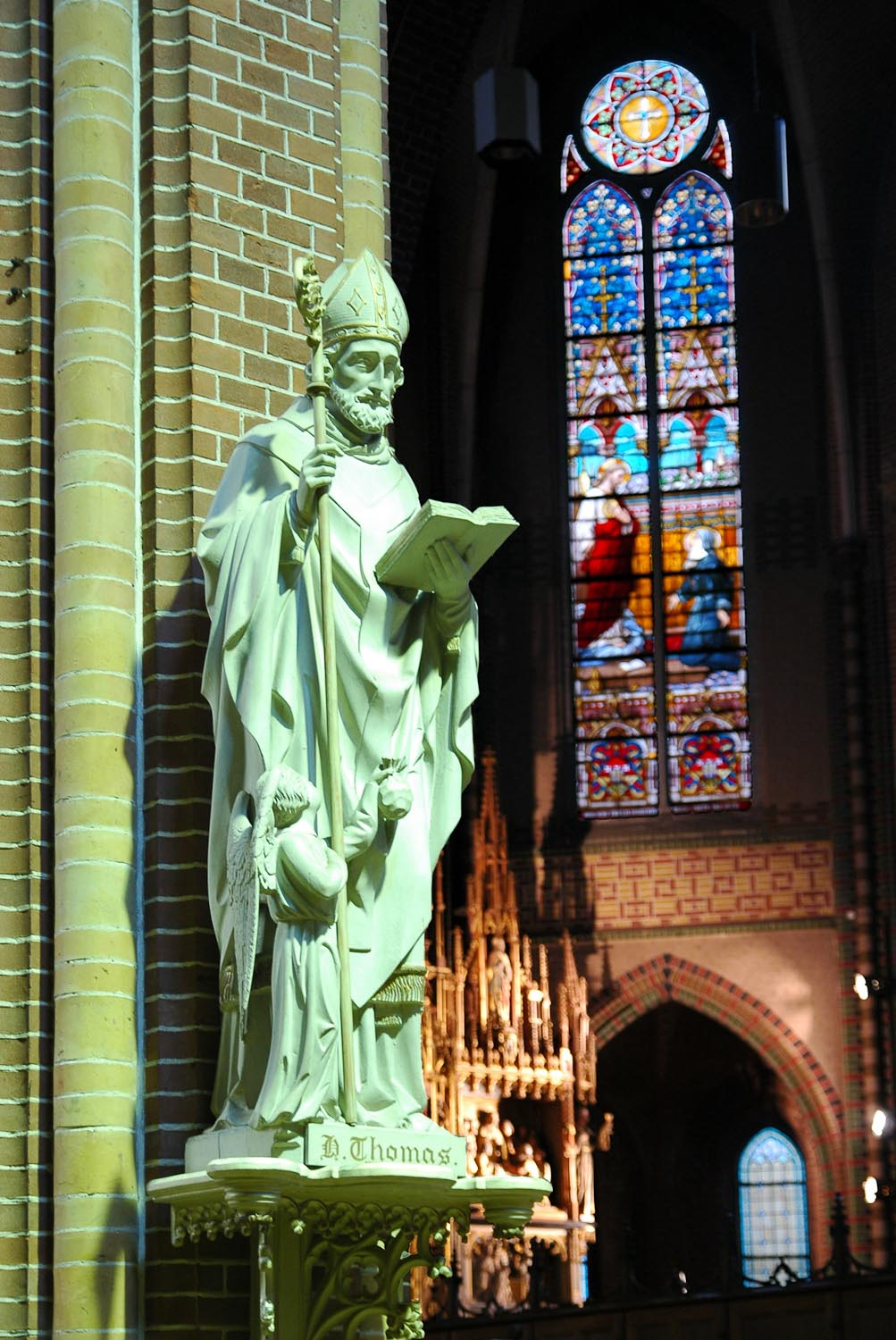
Beeld van H. Thomas van Villanova
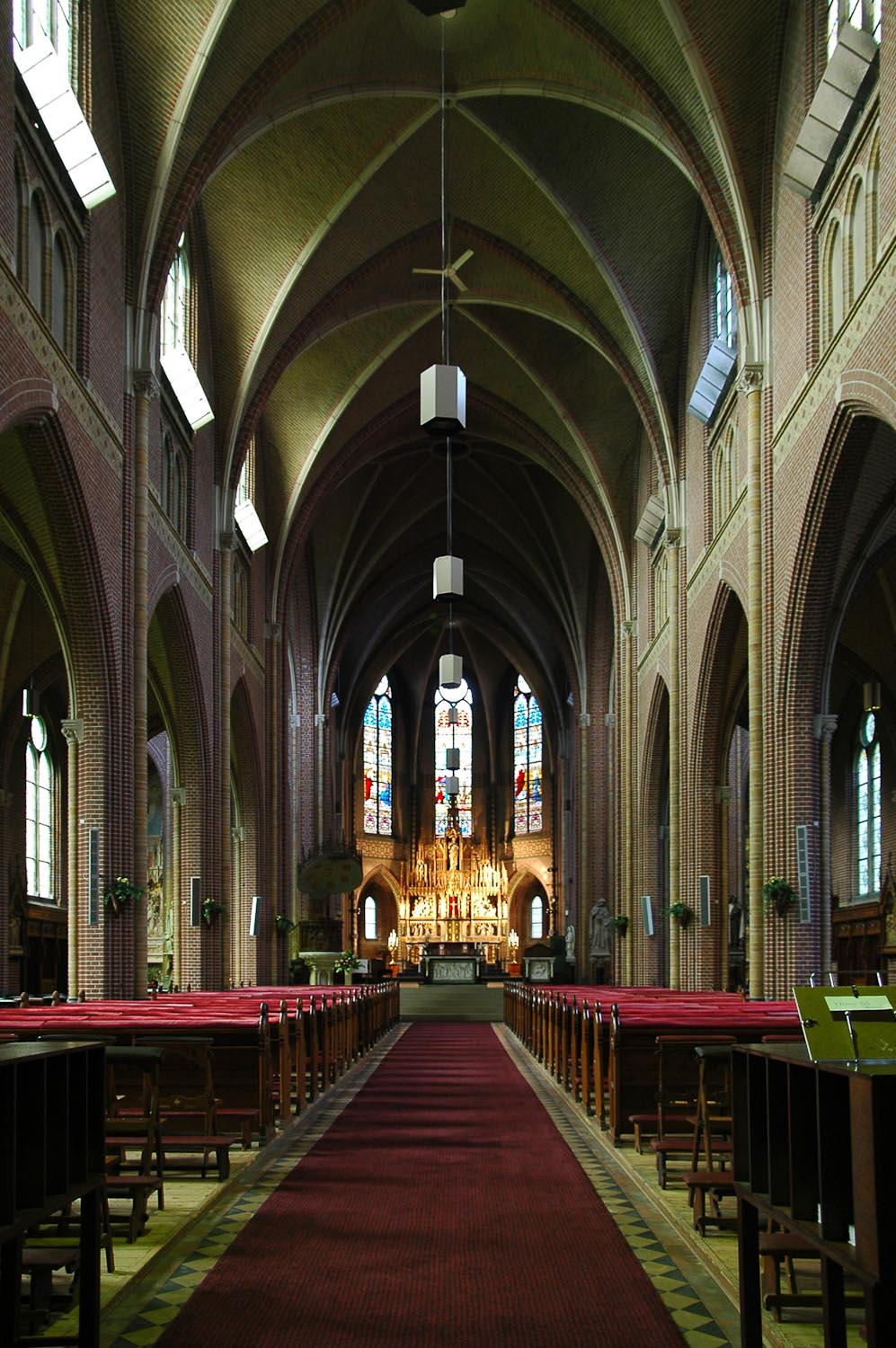
Interieur richting achterzijde
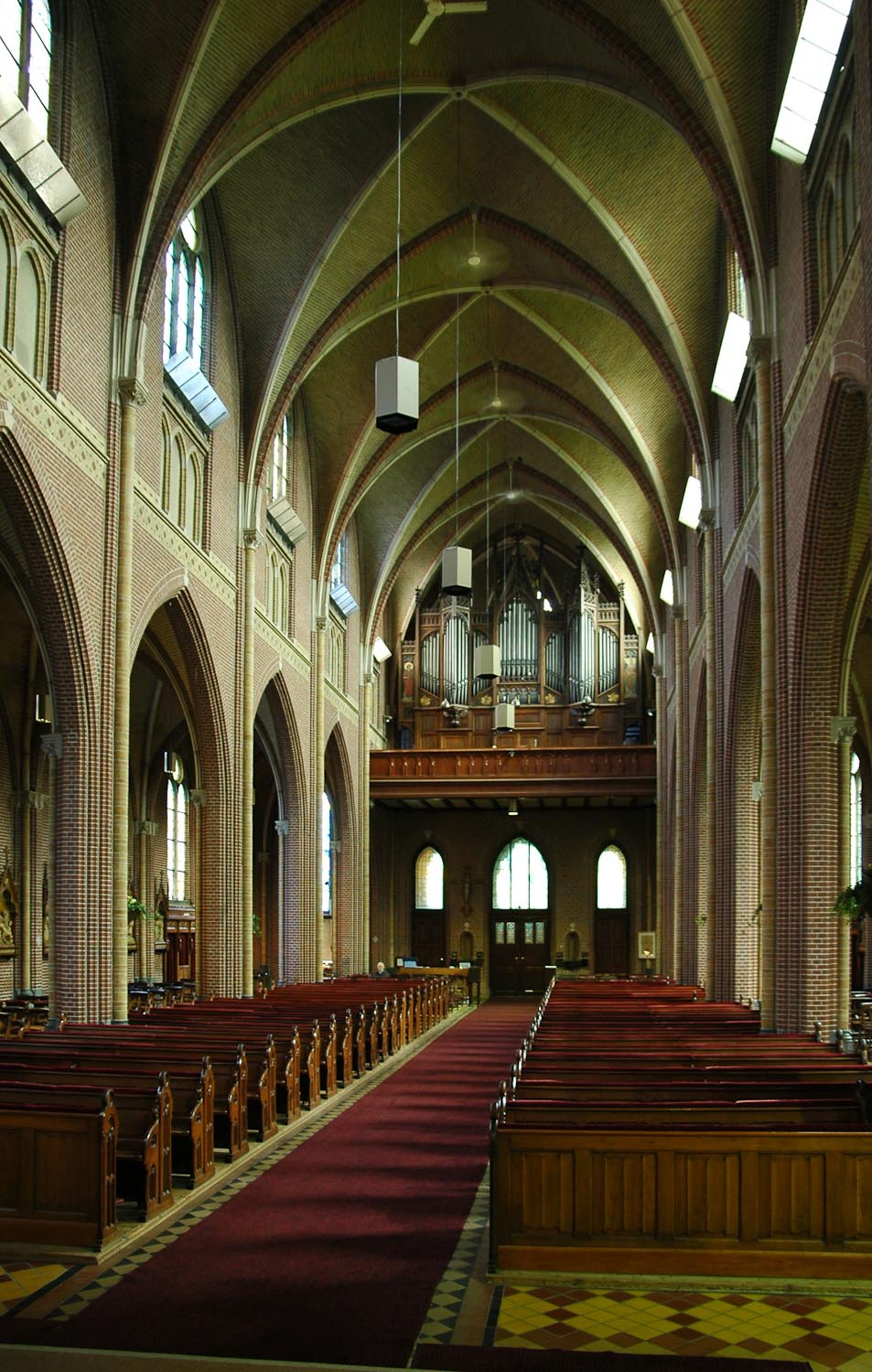
Interieur richting voorzijde
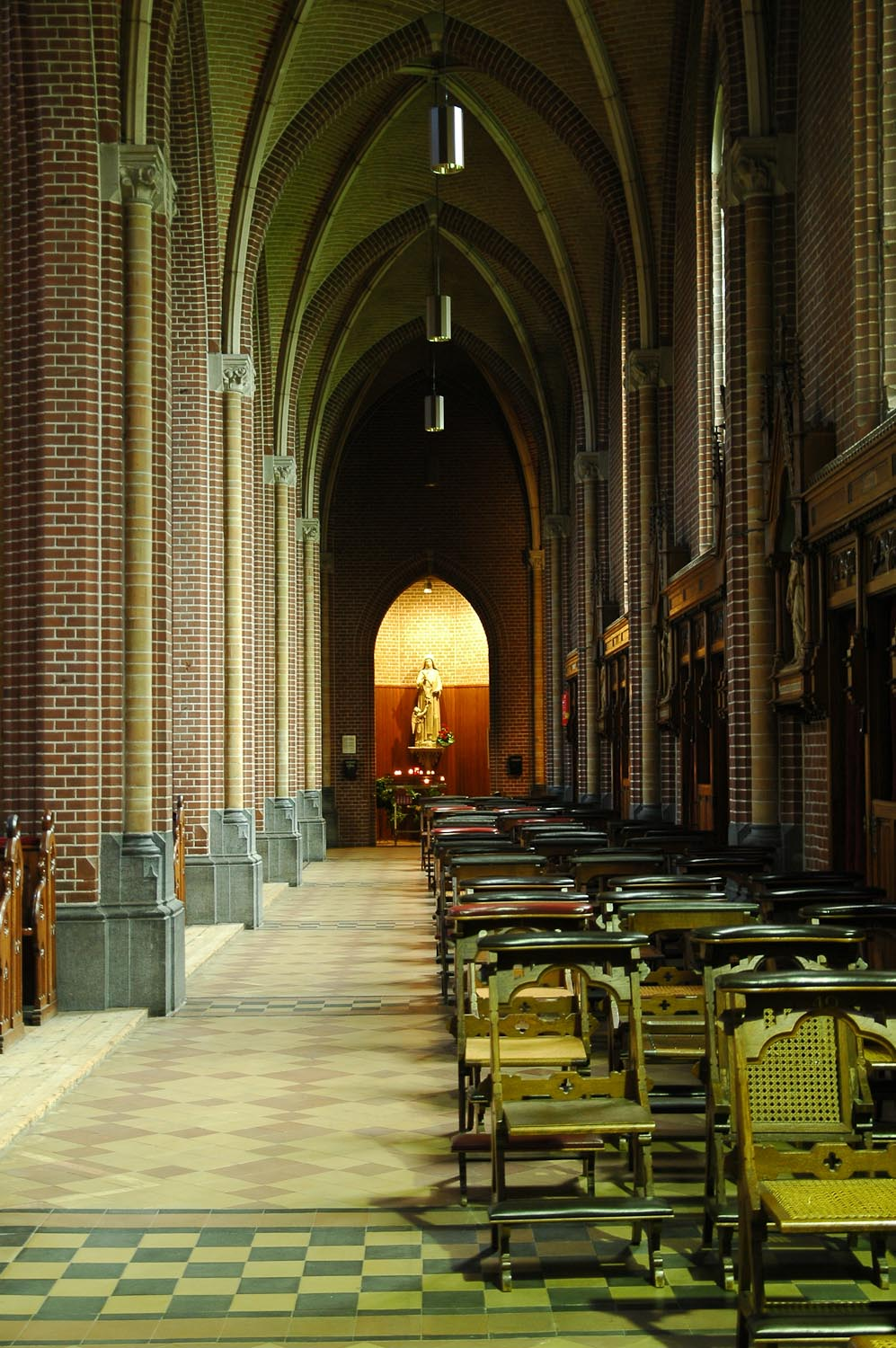
Kapel van de H. Rita van Cascia
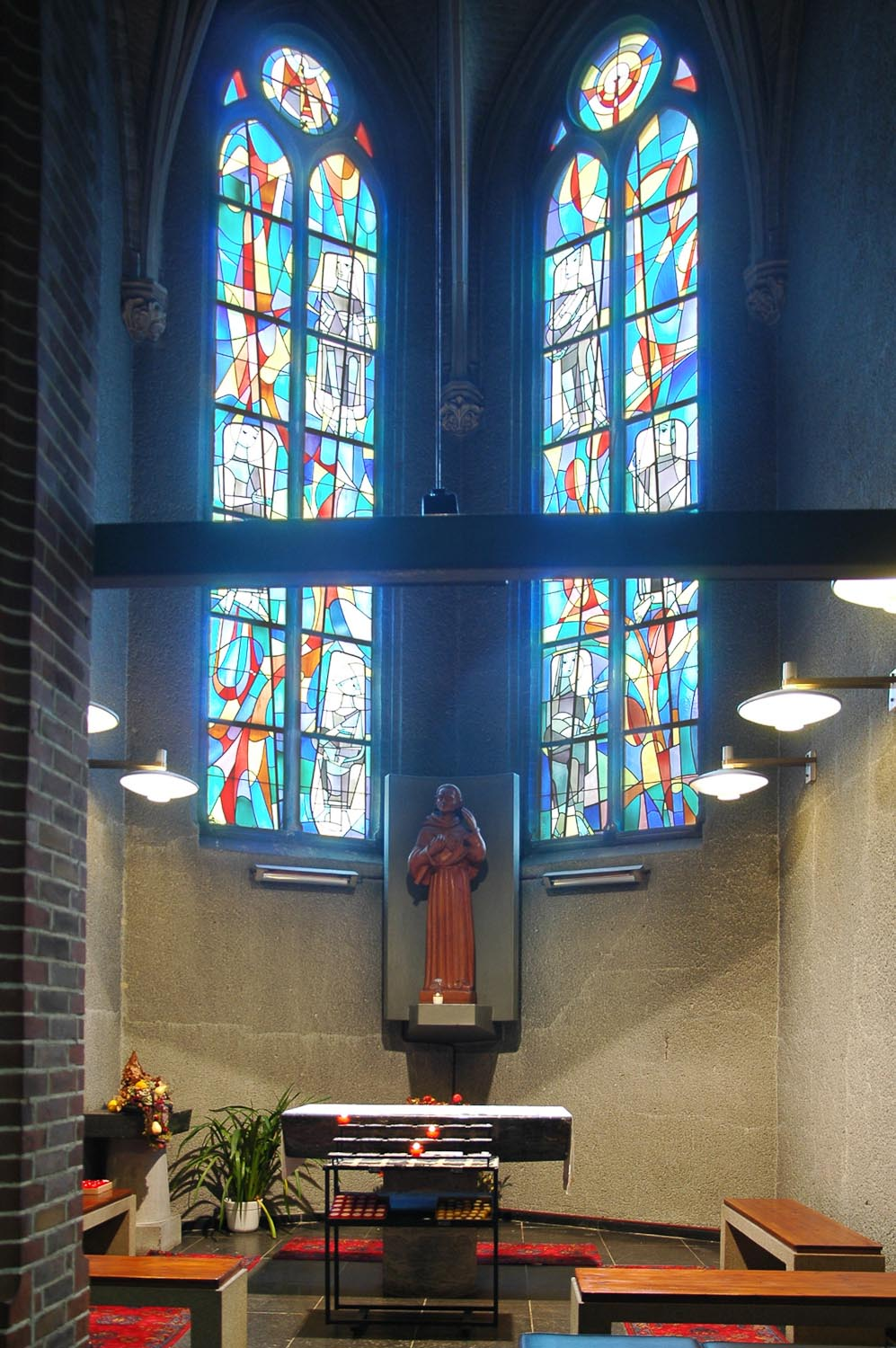
Kapel van de H. Nicolaas van Tolentijn
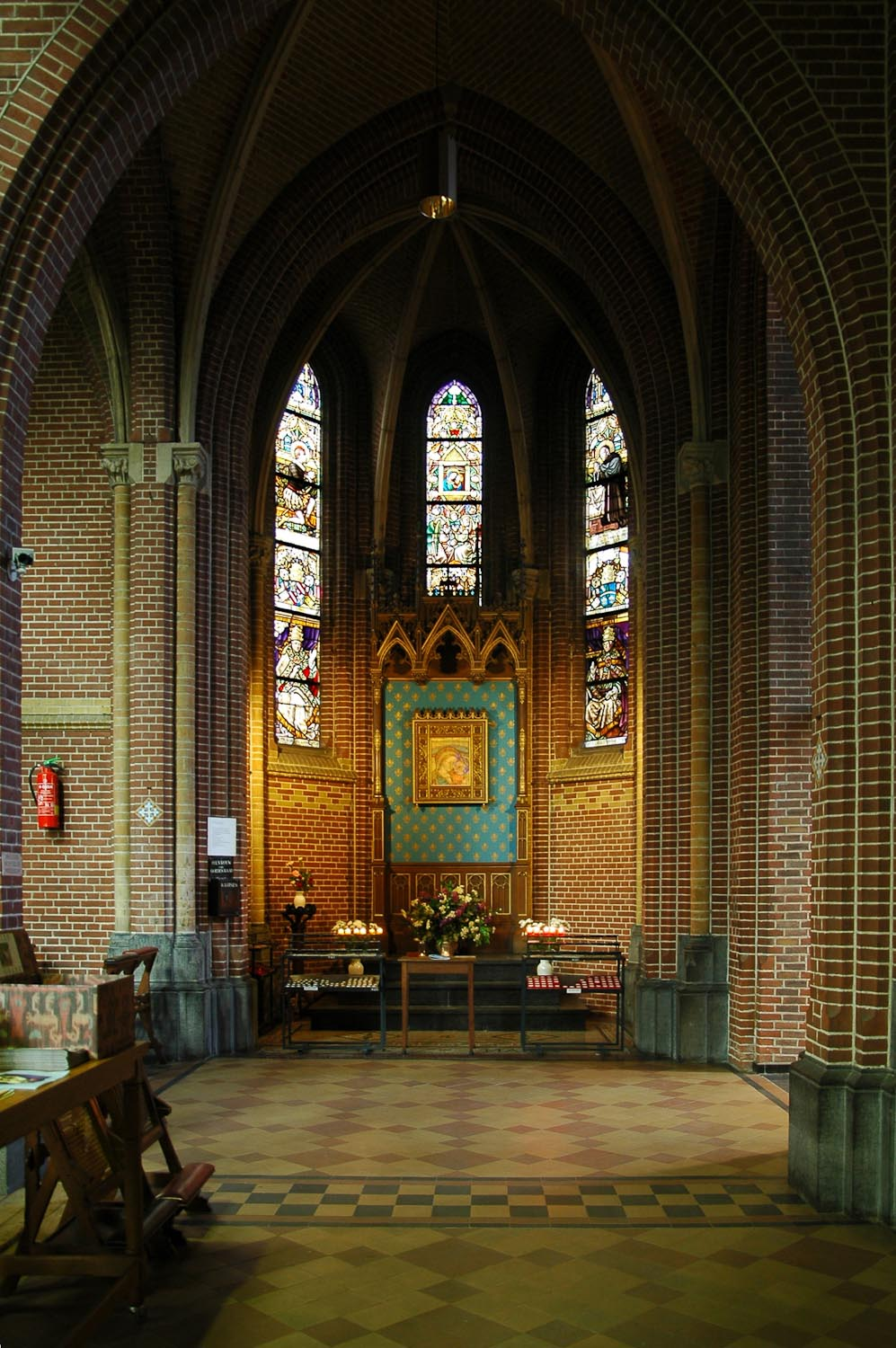
Kapel van de OLV van goede raad
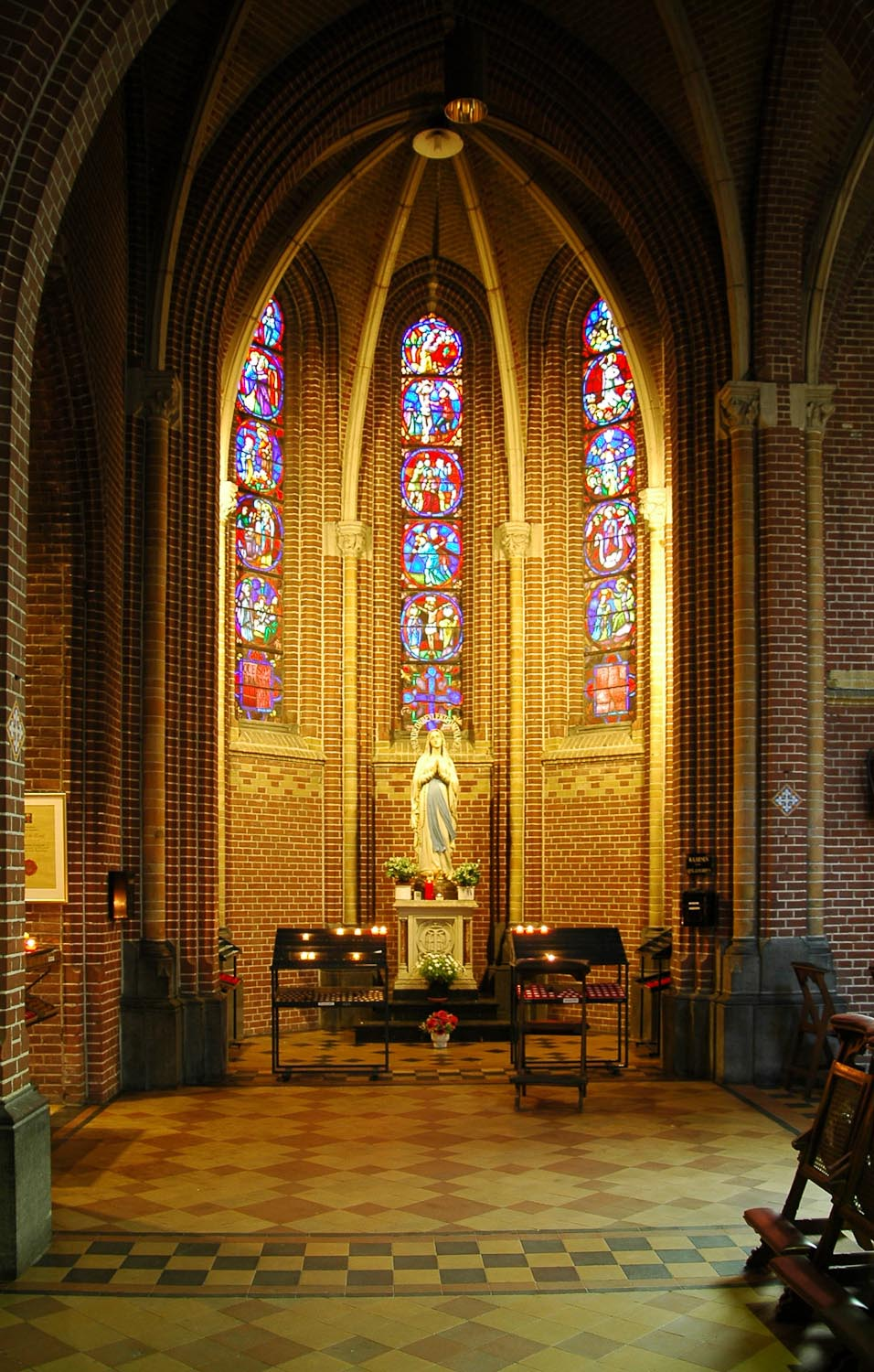
Kapel van de OLV van Lourdes
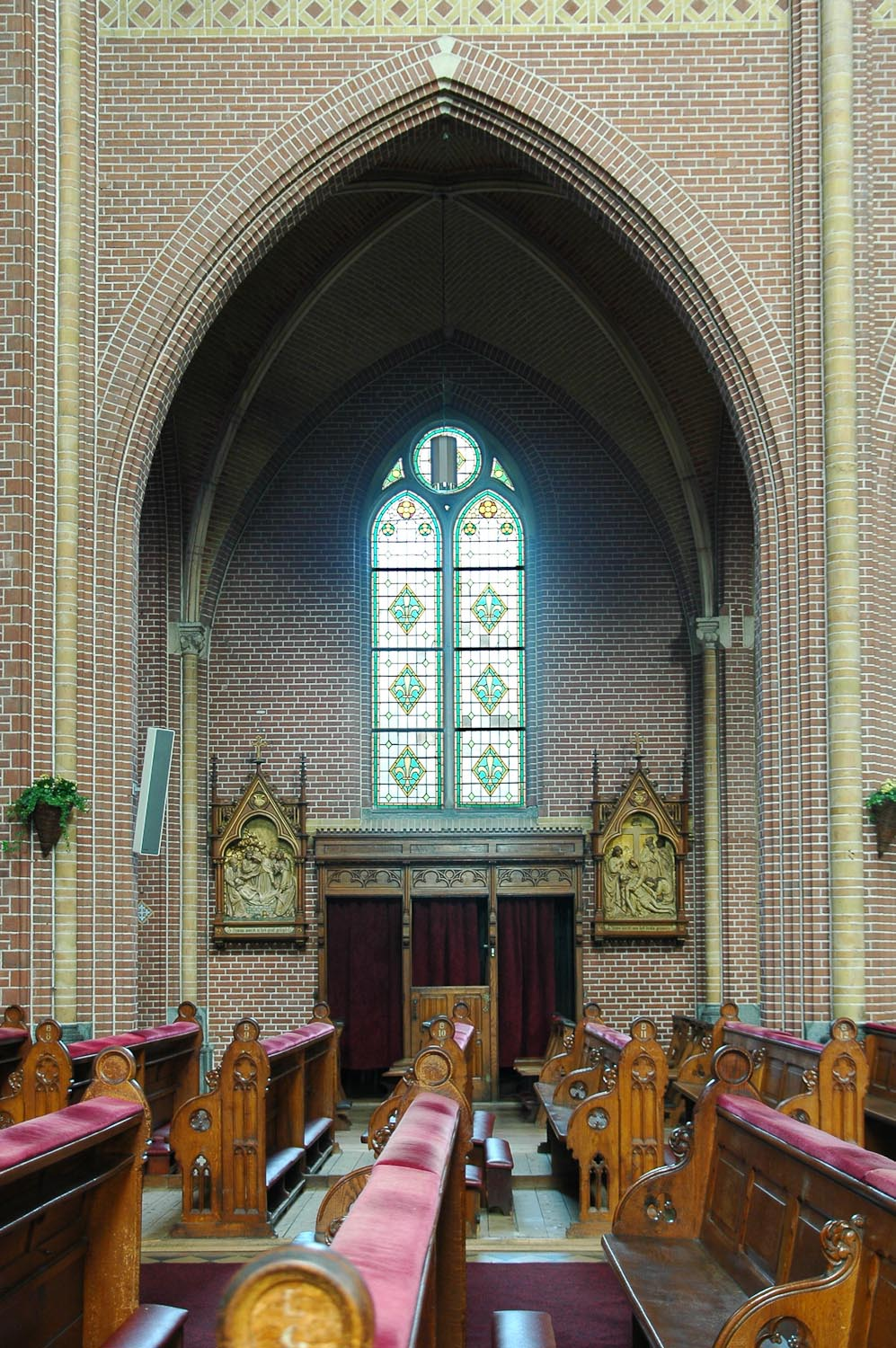
Deel kruisweg met biechtstoel
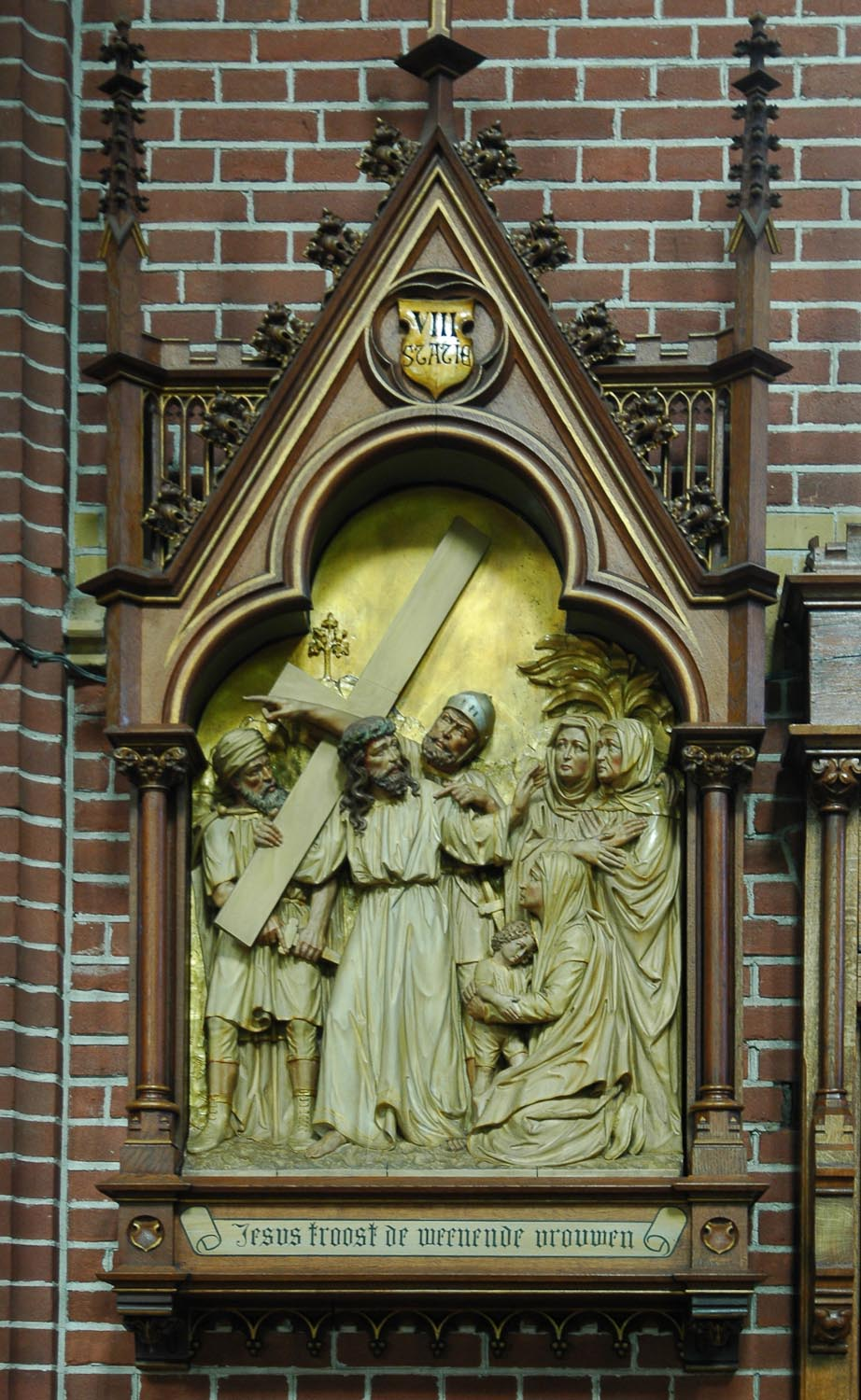
Kruiswegstatie VIII
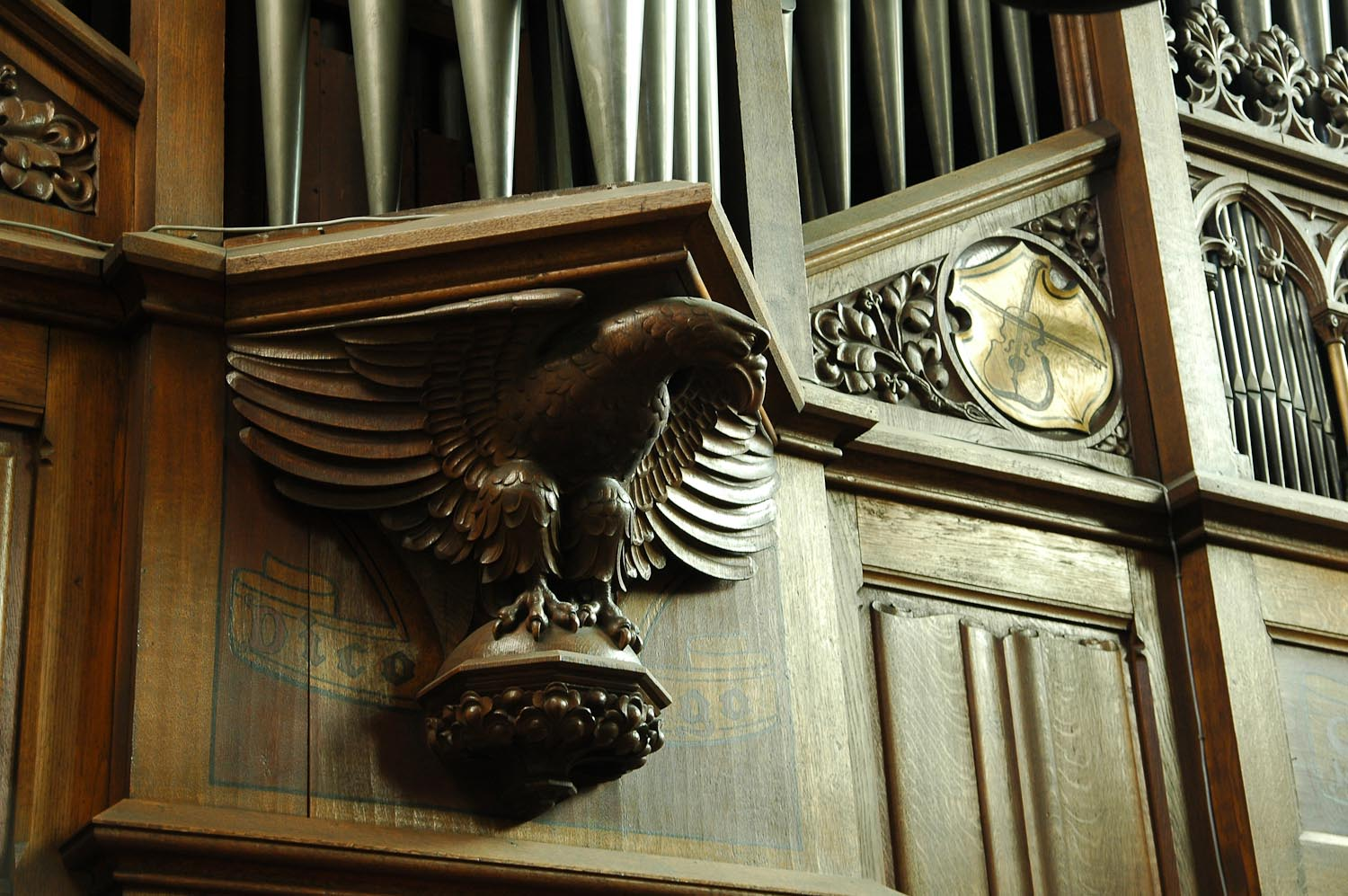
Detail van het orgel
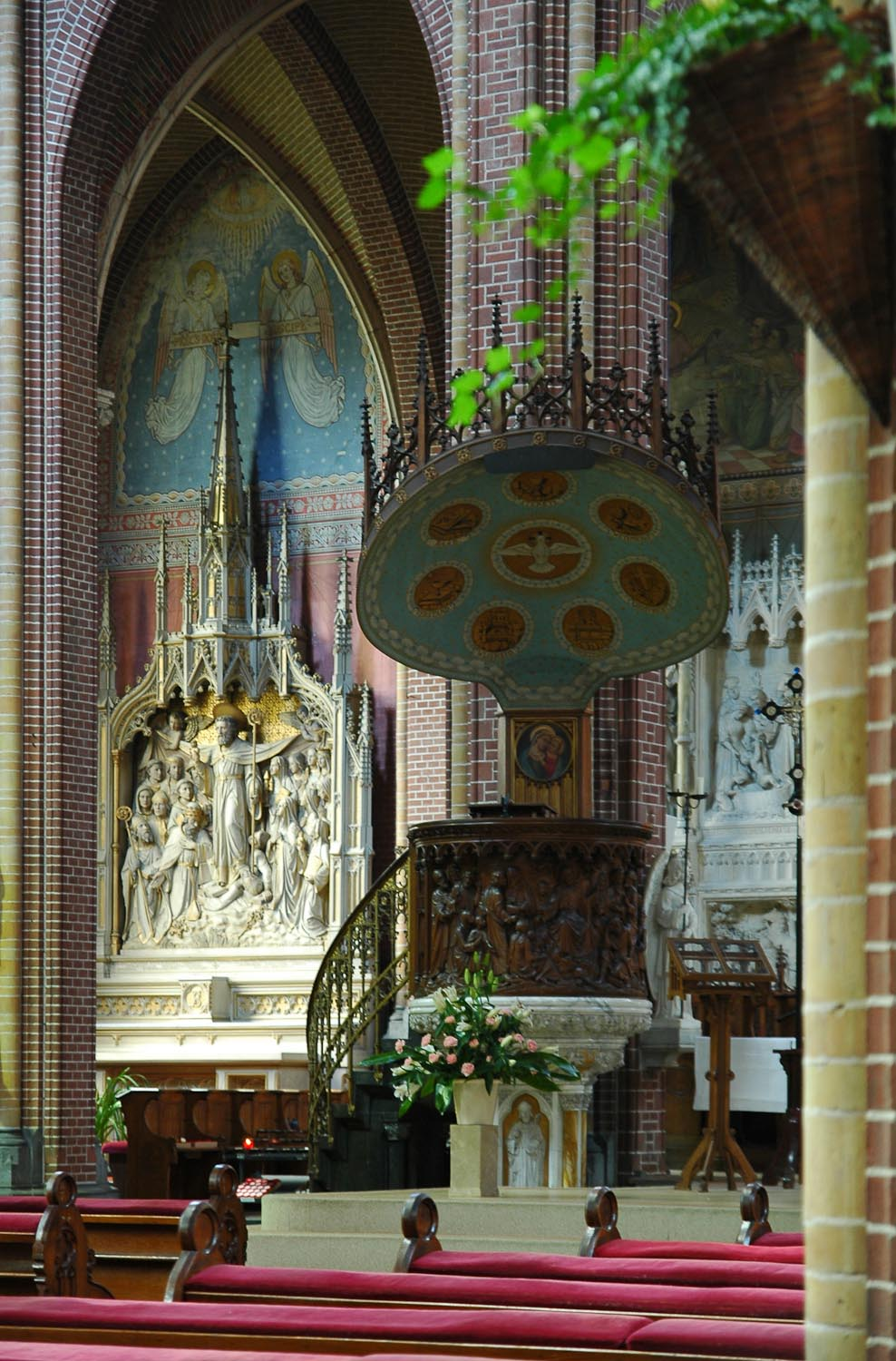
Preekstoel
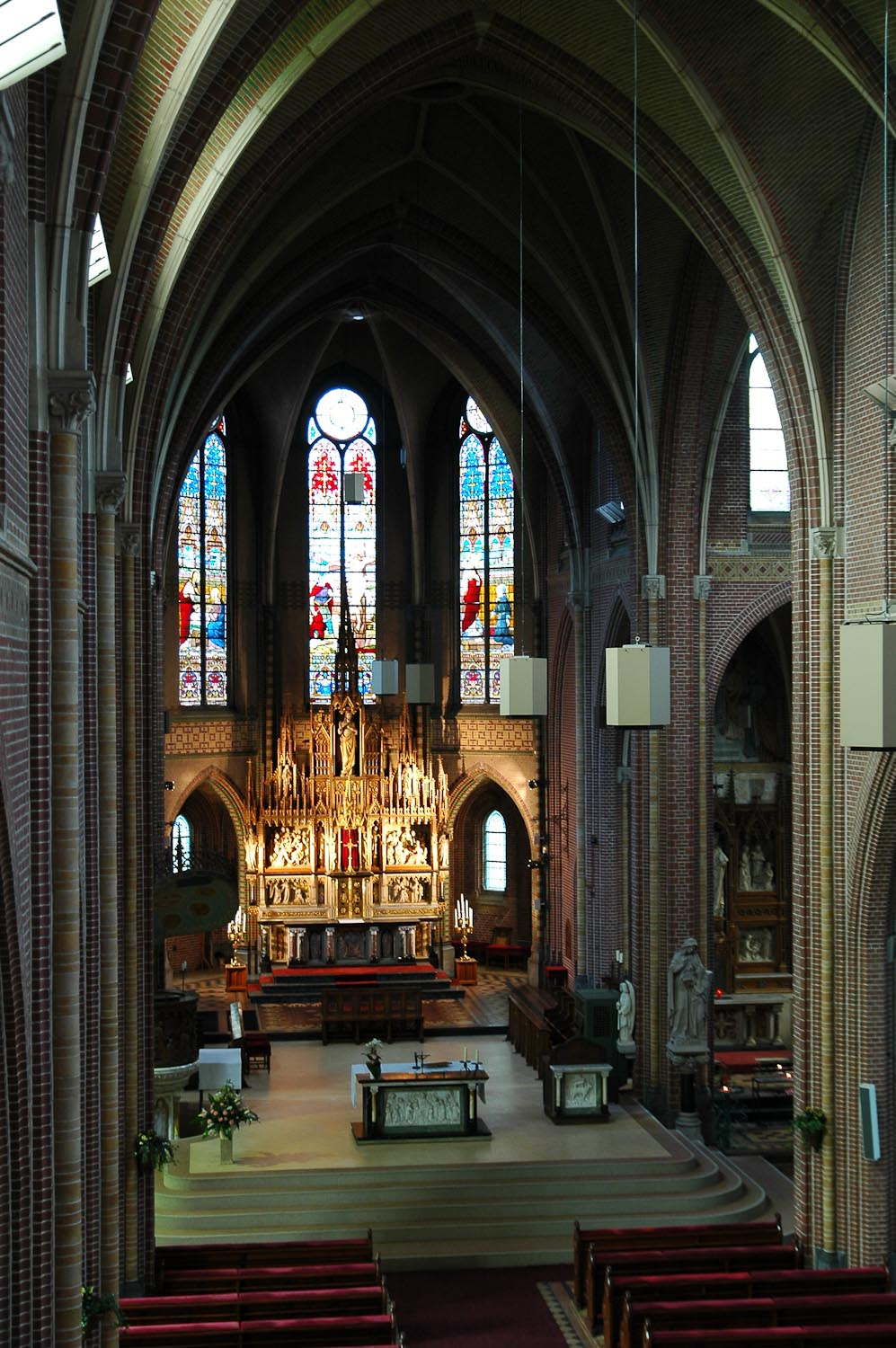
Priesterkoor en hoogaltaar
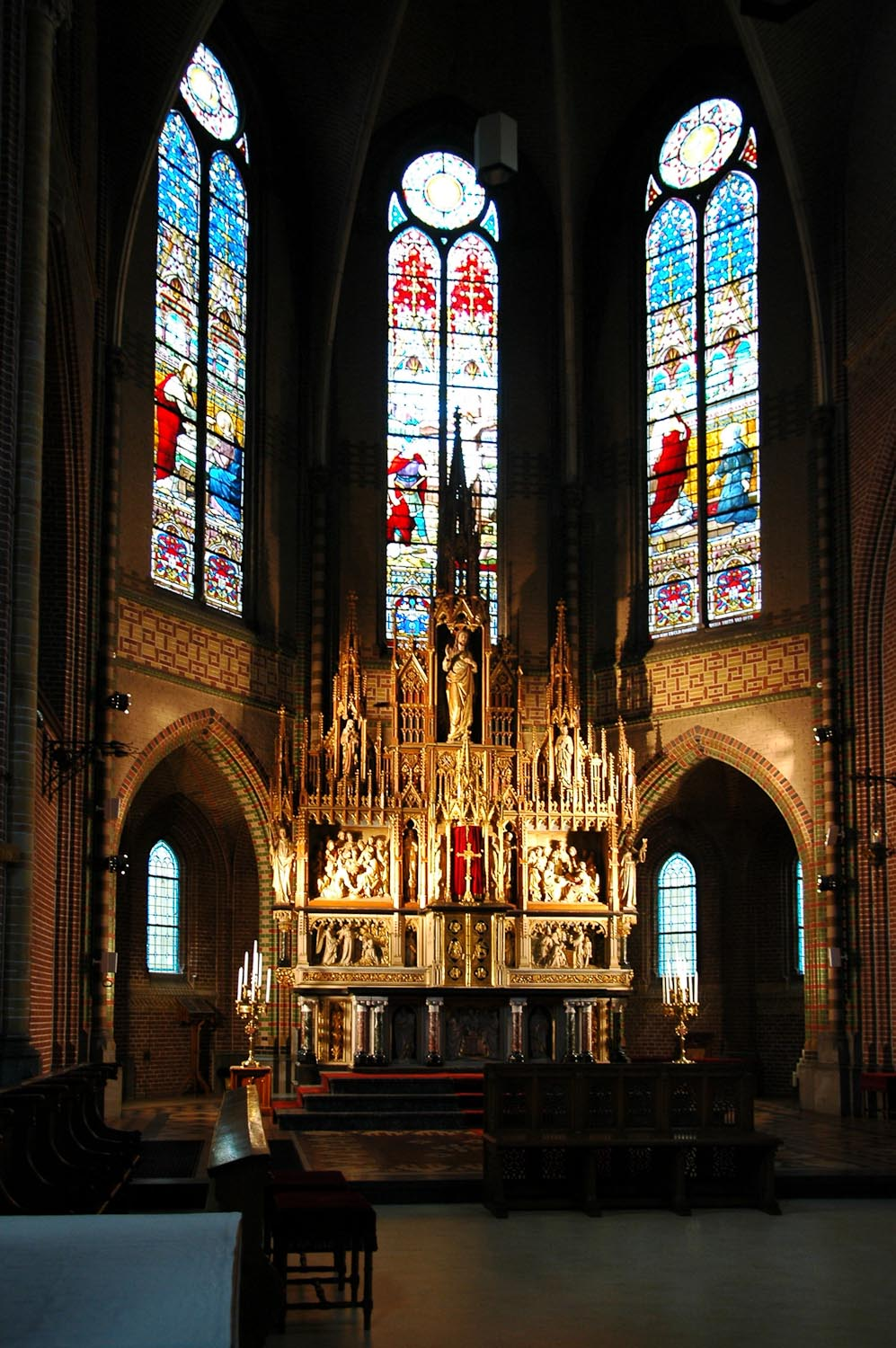
Priesterkoor en hoogaltaar
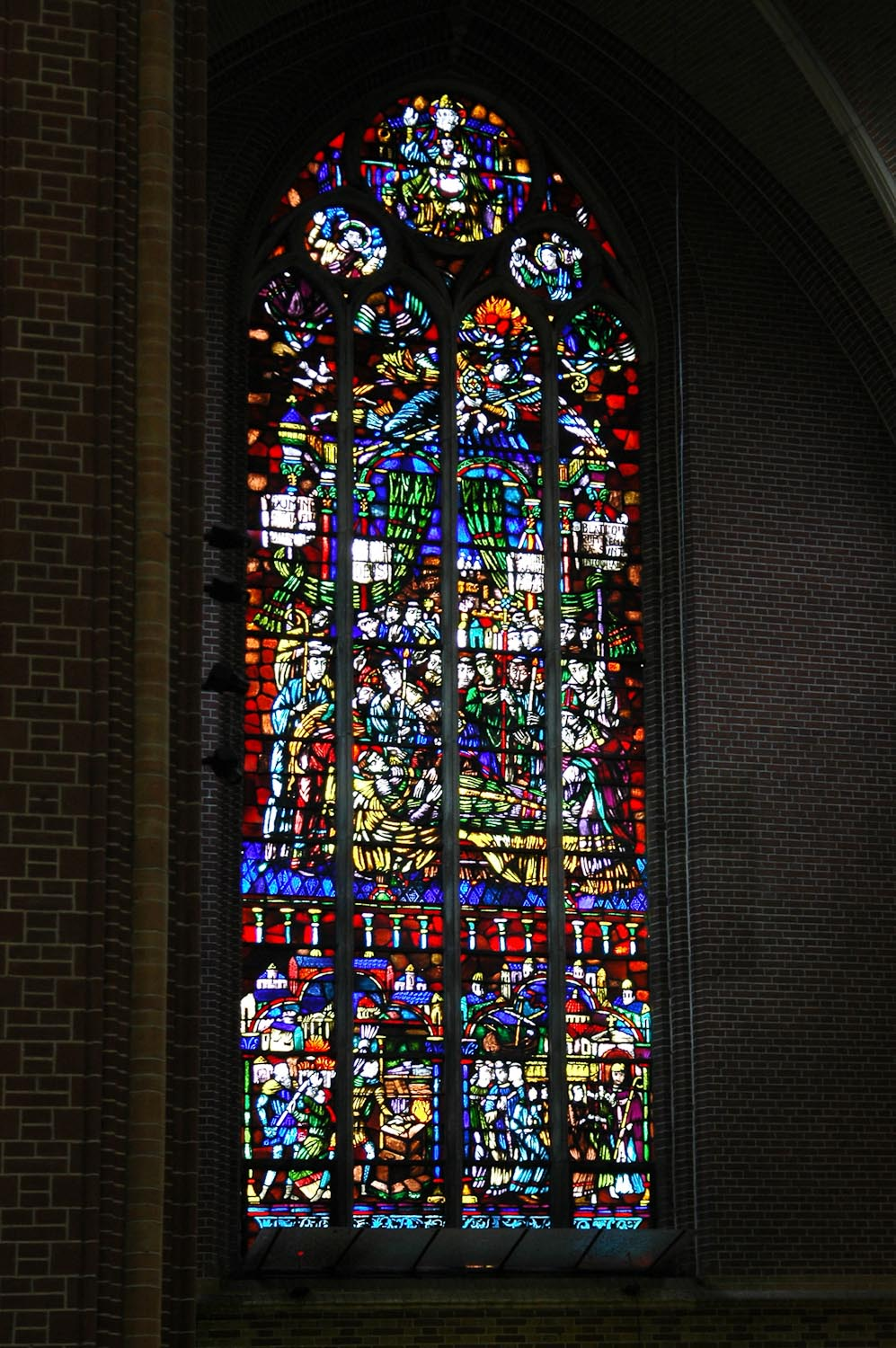
Noordelijk transeptvenster
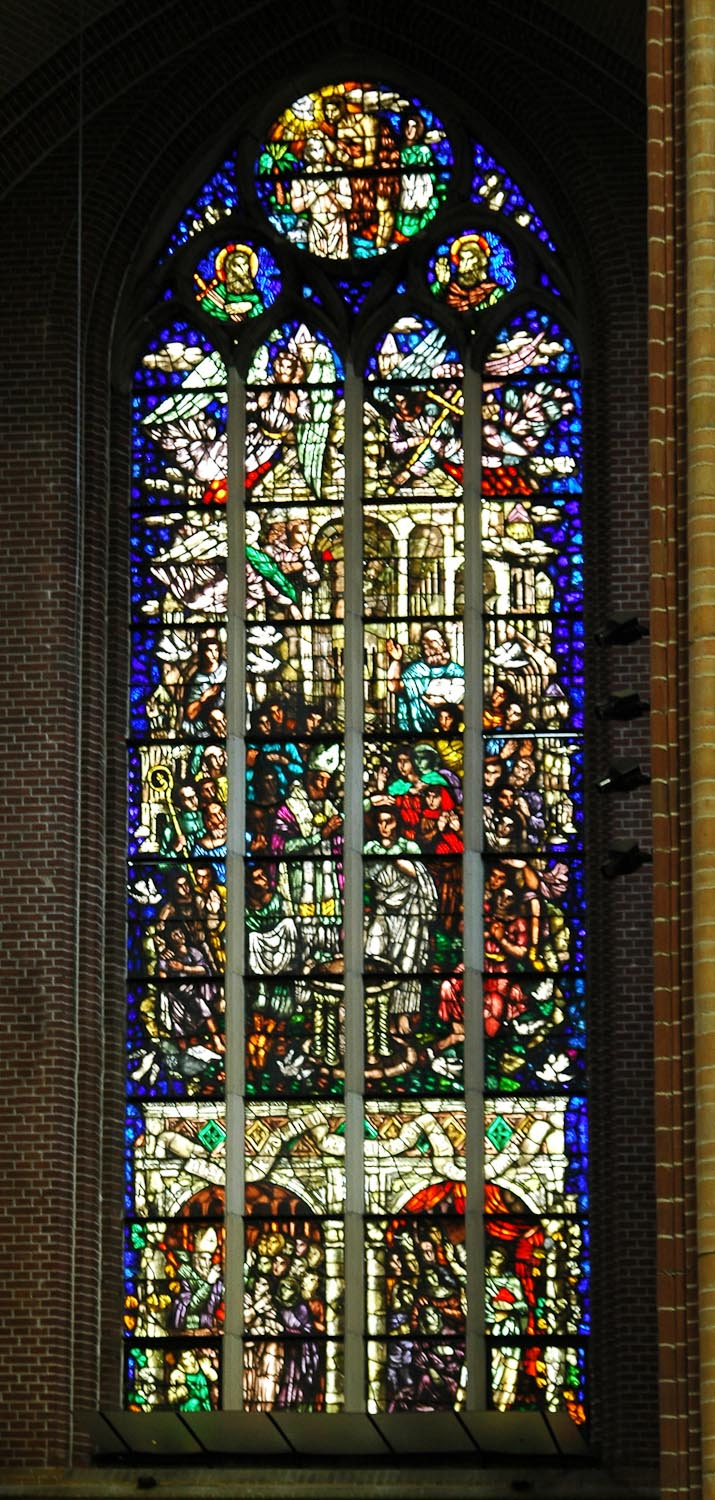
Zuidelijk transeptvenster
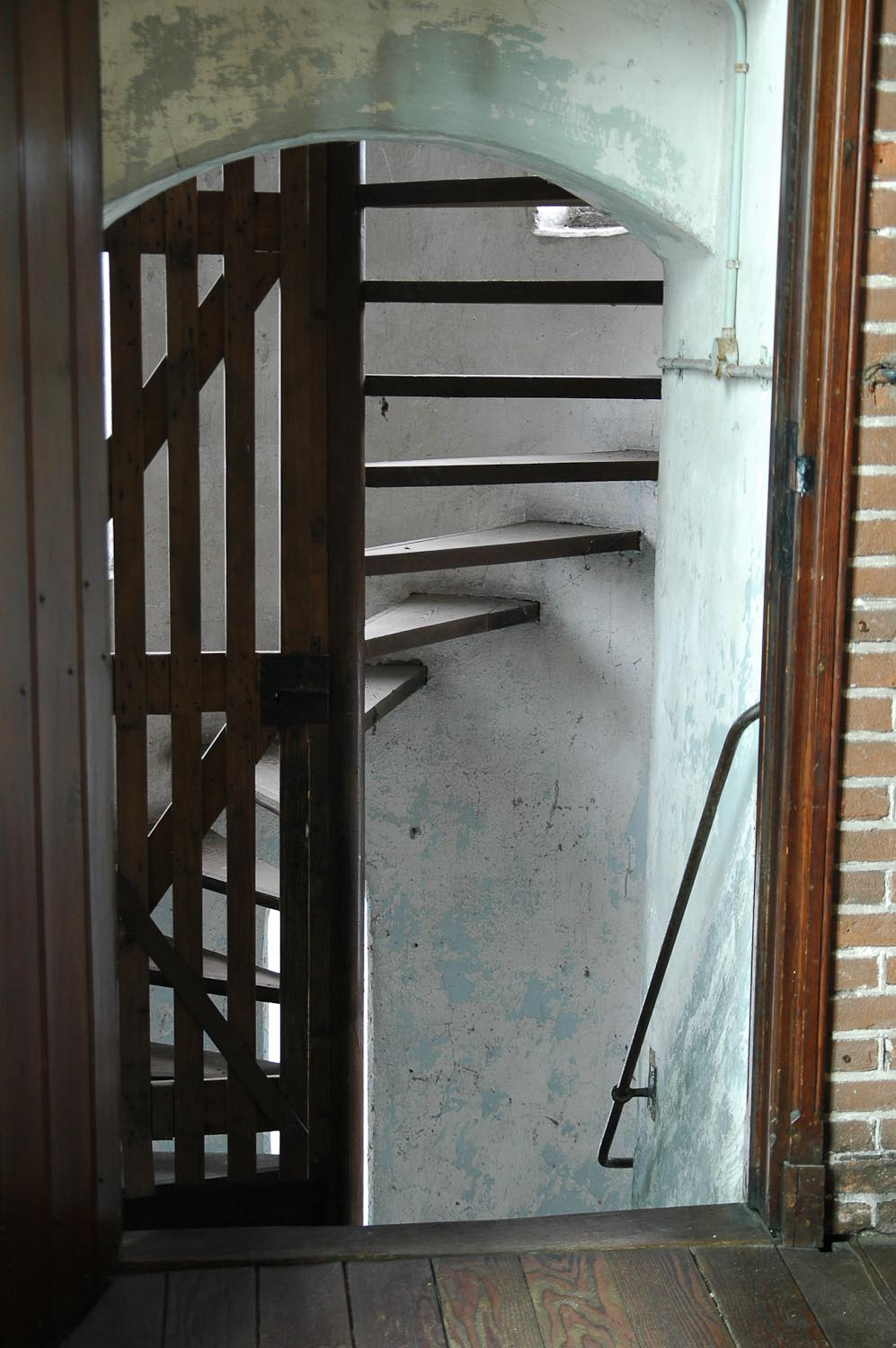
Trap in de kerktoren

## Geschiedenis

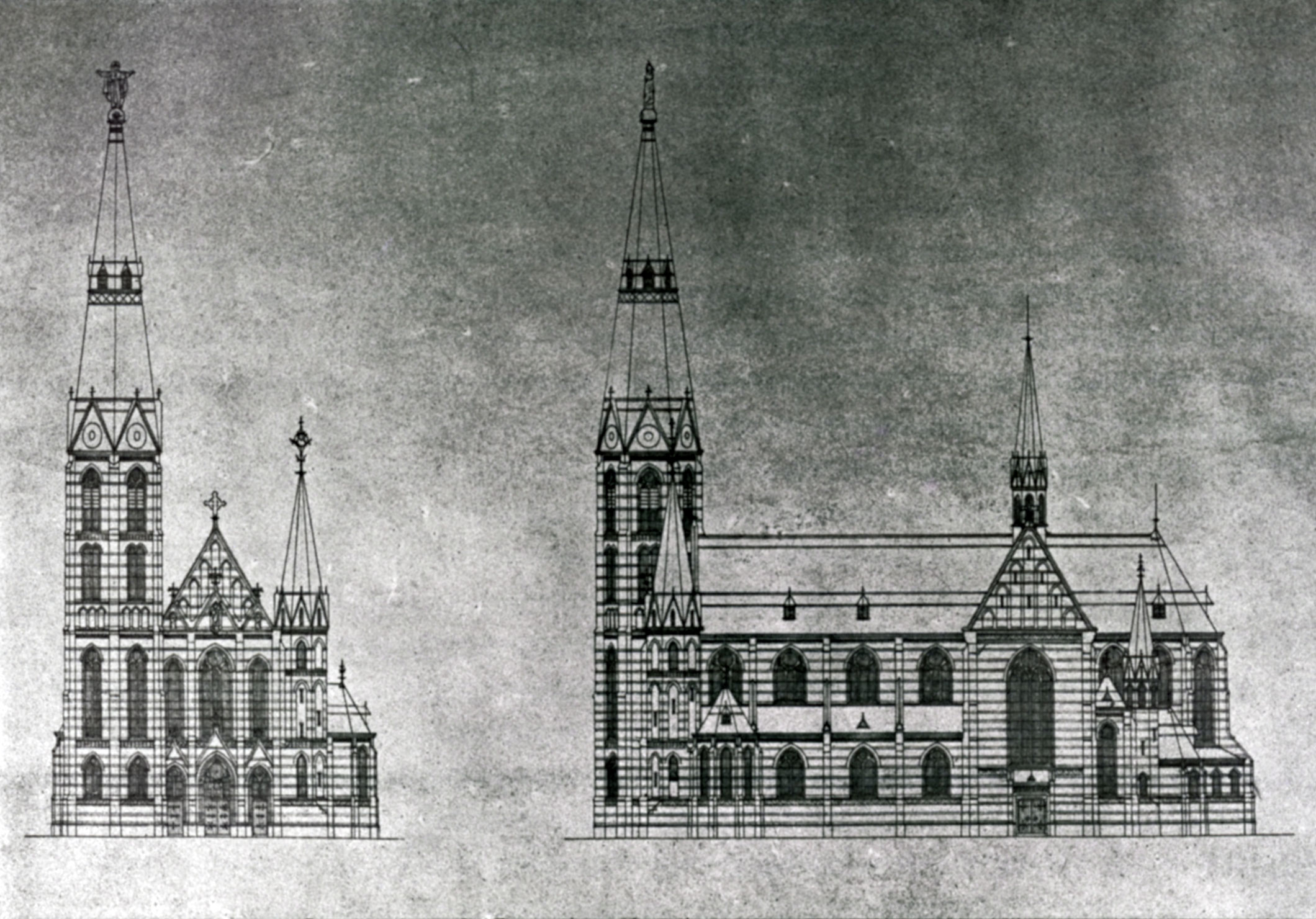
Blauwdruk uit februari 1896, ontwerp zoals uitgevoerd

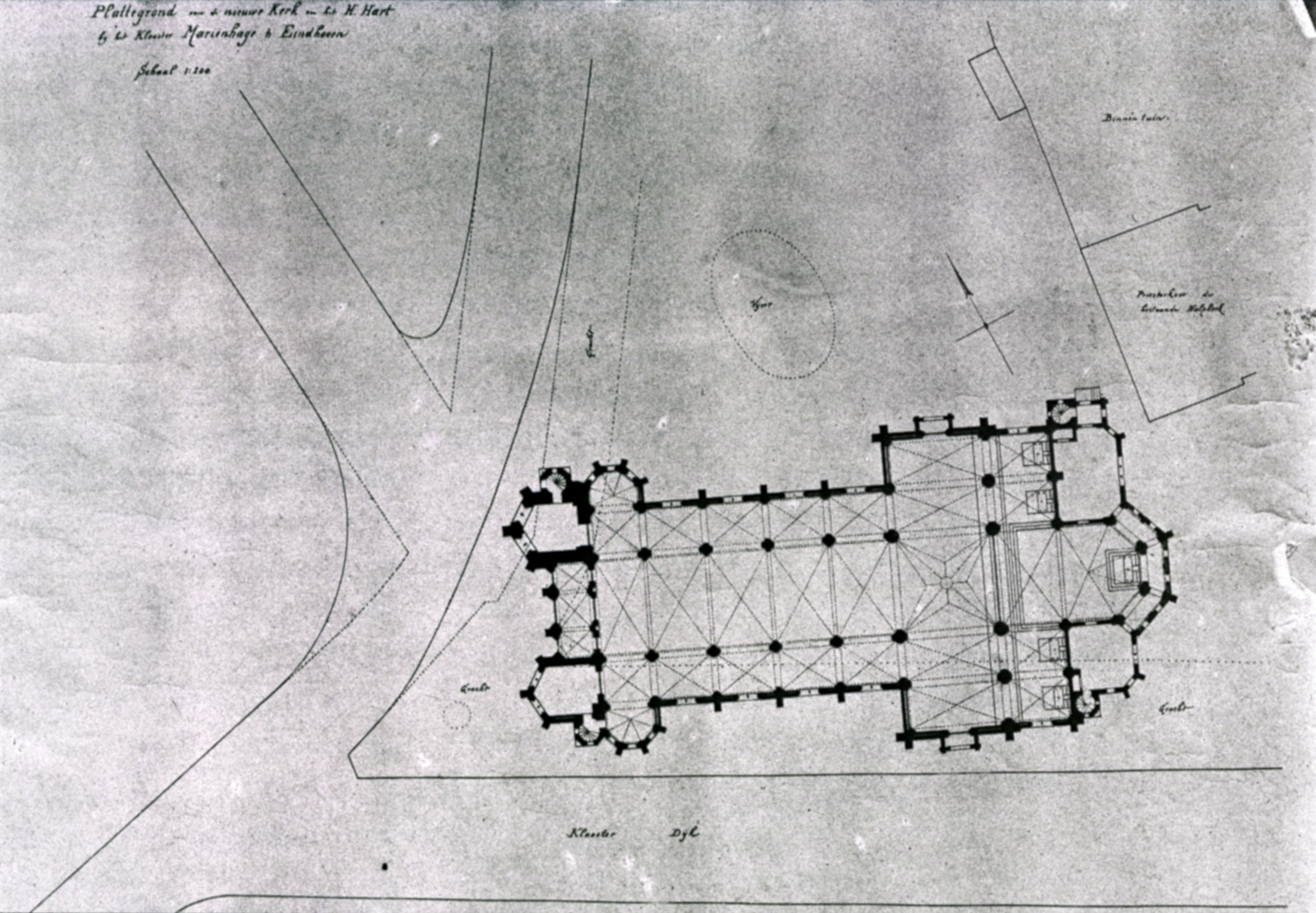
Blauwdruk uit februari 1896, ligging van de kerk zoals uitgevoerd

De paters Augustijnen hadden in de jaren 1890 klooster Mariënhage betrokken en hadden slechts de beschikking over een noodkerk. Daarom besloten zij tot de bouw van een nieuwe kerk. Het ontwerp was van architect P.J. Bekkers in samenwerking met J.P.I. Hegener. Hun eerste ontwerp vond men te duur; ze maakten daarna twee nieuwe ontwerpen, een met en een zonder toren. Uiteindelijk ging de voorkeur uit naar het ontwerp met hoge toren links en kleine rechts.
De kosten werden geraamd op f. 131.566,47. Het meeste daarvan kwam beschikbaar door vrijwillige bijdragen, en een bedrag van f. 52.300,- werd geleend, voornamelijk van boeren uit omliggende plaatsen. De bouw begon in 1895. De kerk werd gebouwd op palen omdat de ondergrond drassig was en door een voormalige gracht werden dat er uiteindelijk 1400 in plaats van de eerder begrote 1140. Er was een geschil met de gemeente over het eigendom van een deel van de grond waarop de kerk werd gebouwd; dit werd uiteindelijk, na stroeve onderhandelingen, door een grondruil opgelost. De officiële legging van de eerste steen was op 12 mei 1897. Tijdens de bouw overleed de aannemer, Wilhelmus Henricus Booms, wat tot vertraging leidde. De bouw werd uiteindelijk voltooid in 1898. Het beeld op de spits werd geplaatst op 19 maart 1898; blijkens ingezonden stukken in de krant was er bezwaar tegen het opvallende beeld. De kerk werd voor de oplevering al in gebruik genomen, op 26 mei 1898, met processie en mis.
Het was de eerste Heilig-Hartkerk in het Bisdom 's-Hertogenbosch.
De noodkerk werd in gebruik genomen als school, het eveneens door de augustijnen opgerichte gymnasium Augustinianum.
De kerk behoorde niet tot een parochie en was dus geen parochiekerk, maar een openbare kloosterkerk. De kloosterlingen woonden de diensten bij, novieten legden hun gelofte af in de kerk. Ook priesterfeesten en andere jubilea werden daar gevierd. Het kerkhof van de Orde der Augustijnen lag in de binnentuin van het klooster. Uitvaarten van Augustijnen vonden daarom meestal plaats in de Augustijnenkerk. Priesterwijdingen vonden echter elders plaats, meestal in Utrecht.
Na de ingebruikname van de kerk waren de inkomsten aanzienlijk, zowel van de collectes als van verpachting van de kerkbanken. Ook dopen, huwelijken en uitvaarten konden er plaatsvinden. Dit betekende een verlies van inkomsten voor de omliggende parochies. Ook het feit dat parochianen probleemloos konden biechten bij de paters en de soepele houding van de paters in principiële kwesties was reden tot ongenoegen bij de pastoors.
Na de ingebruikname werd een oud klein orgel geplaatst. Het interieur werd voor een groot deel in en na 1898 aangebracht. In 1906 werd een nieuw Maarschalkerweerd-orgel in gebruik genomen. Gedurende 40 jaar was de organiste, componiste en muziekpedagoge Dorthy de Rooij (1946-2002) organist-titularis van deze kerk. Mathieu Dijker (1927-2018) had van 1970 tot 2006 er de muzikale leiding, in nauwe samenwerking met Dorthy de Rooij, en schreef gedurende die tijd veel werken die in de Paterskerk in première gingen, gezongen door zijn dubbelkwartet 'Musica Sacra'.
De kerk werd pas gewijd op 5 maart 1916, bij plechtigheden ter gelegenheid van het 25-jarig bestaan van het Augustijnenklooster.
Na de Russische Revolutie van 1917 kwam er een eind aan het Russische deel van de inkomsten van de paters. Na de Eerste Wereldoorlog kwamen er boeren in financiële problemen; veel boeren vroegen het geld terug dat ze in 1897 geleend hadden voor de bouw van de kerk. De schulden van het klooster namen in die periode dan ook sterk toe.
In de Tweede Wereldoorlog liep de kerk vrijwel geen schade op. Wel werden de klokken gevorderd door de Duitse bezetter. Een ketel uit een fabriek heeft toen twee jaar dienstgedaan als kerkklok. Het beeld op de kerk moest van de bezetter worden gecamoufleerd omdat het een goed oriëntatiepunt was voor geallieerde piloten. Daags na de bevrijding, op 19 september 1944, sneuvelde een aantal ruiten van de kerk bij het bombardement op Eindhoven. Pas in 1956, bij het aanbrengen van een bliksemafleider op het Heilig Hartbeeld, bleek dat daar kogelgaten zaten.
In de jaren 1940 en 1950 was de Augustijnenkerk bekend door de vissersmis die zondagochtend om vier uur (tijdens de Tweede Wereldoorlog om vijf uur) werd gevierd met een gemengd publiek van vroege opstaanders en late feestgangers.
Bij het vieren van het 50-jarig bestaan van de kerk, in 1948, werden enkele nieuwe gebrandschilderde ramen geschonken door de bevolking van Eindhoven.
In de beginjaren van de televisie zond de KRO kerkdiensten uit die gehouden werden in de Augustijnenkerk.
Er is een aantal malen brand geweest in de kerk. Op 10 september 1959 was er brand in de kapel van Nicolaas van Tolentijn. In 1974 was er een brand in een kapel gewijd aan de heilige Rita van Cascia. Door de roetschade was de kerk enige tijd buiten gebruik.
De afname van het kerkbezoek in de jaren 1960 en 1970 vond uiteraard ook plaats in de Augustijnenkerk. Soms was er bij de mis van 8 uur niet een kerkganger. Radicale vernieuwingen kwamen er niet, maar wel werd in 1963 een nieuw, naar de mensen gericht altaar geplaatst. Plannen van het dekenaat Eindhoven en het bisdom 's-Hertogenbosch voor sluiting van de kerk en ook voor ingebruikname als parochiekerk werden wel gemaakt, maar niet uitgevoerd. Er kwam een einde aan bedevaarten en processies vanwege de sterk teruggelopen belangstelling. De rol van leken is altijd beperkt gebleven. De kerk bleef een regiofunctie vervullen voor katholieken die gesteld waren op de katholieke traditie.
Wegens hun hoge leeftijd en kleine aantal zijn de paters in 2006 gestopt met pastorale zorg in de Augustijnenkerk. De kerk ging vanaf 6 mei 2006 bij de Binnenstadsparochie in Eindhoven horen. Daaraan kwam op 7 mei 2011 een einde: vanaf dat moment zijn er geen diensten en activiteiten van de Binnenstadsparochie meer in de Augustijnenkerk, dit vanwege de hoge kosten. De kerk is aan restauratie toe en het geld daarvoor (geraamd op 6 miljoen euro) ontbrak. De paters Augustijnen hielden tot eind augustus 2016 hun zondagse conventsviering in de kerk. Per 1 september 2016 werd de kerk aan de eredienst onttrokken.
Onder de naam DELAmondo is een plan ontwikkeld om het complex een nieuwe bestemming te geven. Uitvaartverzorger DELA heeft het klooster, de kerk, en het voormalige Augustinianum gerestaureerd en geschikt gemaakt als locatie voor ceremonieën, vergaderingen en evenementen, met de naam DOMUSDELA. Het verbouwde complex werd in november 2019 geopend.